# Питтмен, Вэйл
Вэйл Питтмен (англ. Vail Pittman; 17 сентября 1883 или 17 сентября 1880, Виксберг, Миссисипи — 29 января 1964 или 29 ноября 1964, Лас-Вегас, Невада) — американский государственный и политический деятель.

## Биография
Родился в Виксбурге, штат Миссисипи, и был младшим из четырех сыновей Уилльяма Бакнера Питтмена и Кэтрин Ки Питтмен, прямого потомка Фрэнсиса Скотта Ки. Среди его братьев и сестер был Кей Питтмен, сенатор США от Невады.
В 1904 году переехал в Тонопа, штат Невада, работал в компании Tonopah-Goldfield Lumber and Coal Company, пока не купил угольный бизнес и не стал управлять собственной компанией. Продал угольный бизнес в 1907 году и впоследствии занимался различной деятельности, в том числе работал помощником шерифа округа Най, парламентским приставом Сената Невады и партнёром горнодобывающей компании. 20 мая 1919 года женился на Иде Луизе Брюингтон. В 1920 году Вэйл и Ида Питтмен купили компанию Ely Daily Times в городе Или и начали успешную карьеру в газетном бизнесе.
В 1942 году был избран вице-губернатором Невады. В 1944 году стал кандидатом на предварительных выборах от «Демократической партии» в Сенат США, но потерпел поражение от Пэта Маккаррана. В 1945 году стал губернатором, когда Эдвард Карвилл ушёл в отставку, чтобы принять назначение на вакантное место в Сенате США. В 1946 году был избран на новый срок и проработал до 1951 года. В 1950 и 1954 годах пробовал переизбраться, оба раза проиграв Чарльзу Расселу. После ухода с должности возобновил работу в компании Ely Daily Times. Позже продал газетный бизнес и стал сотрудником Невадской ссудно-сберегательной ассоциации и Государственного банка Невады. Был членом Ротари-клуба и делегатом международных конференций в Швейцарии и Японии. Был делегатом национальных съездов «Демократической партии» 1956 и 1960 годов.
Умер от рака 29 января 1964 года в больнице Сан-Франциско, Калифорния, в возрасте 83 лет.